# Raise (album)
Raise è il primo album discografico del gruppo musicale britannico Swervedriver, pubblicato nel 1991 dalla Creation Records.

## Album
Sei delle canzoni dell'album sono inedite, mentre Son of Mustang Ford, Rave Down e Sandblasted erano già stati pubblicati in EP o come singoli tra il 1990 e il 1991.
L'edizione in vinile pubblicata nel Regno Unito includeva un disco 7" in omaggio che comprendeva "Surf Twang", una versione strumentale multitraccia di Last Train to Satansville, e Deep Twang, versione strumentale multitraccia di Deep Seat.
In occasione della reunion del gruppo nel 2008, Sony BMG ripubblicò l'album, prima nel Regno Unito e poi negli Stati Uniti, in un'edizione rimasterizzata ed espansa, con quattro tracce bonus:
1. Hands - 3:28
2. Andalucia - 3:52
3. Kill the Superheroes - 6:03
4. Over - 5:31

## Critica
Gli Swervedriver si differenziavano alquanto da altri gruppi shoegaze del periodo, ma come in altri casi simili l'album non ottenne un gran successo di vendite, malgrado una buona accoglienza da parte della critica.

## Tracce
1. Sci-Flyer – 5:12
2. Pile-Up – 3:42
3. Son of Mustang Ford – 4:11
4. Deep Seat – 6:04
5. Rave Down – 5:06
6. Sunset – 5:24
7. Feel So Real – 4:40
8. Sandblasted – 5:41
9. Lead Me Where You Dare... – 4:53

## Formazione
- Adam Franklin - voce e chitarra
- Jimmy Hartridge - voce e chitarra
- Adi Vines - basso
- Graham Bonnar - percussioni

Tecnico dei suoni fu Philip Ames e il missaggio venne eseguito da Anjali Dutt.